# Tiers-mondisme

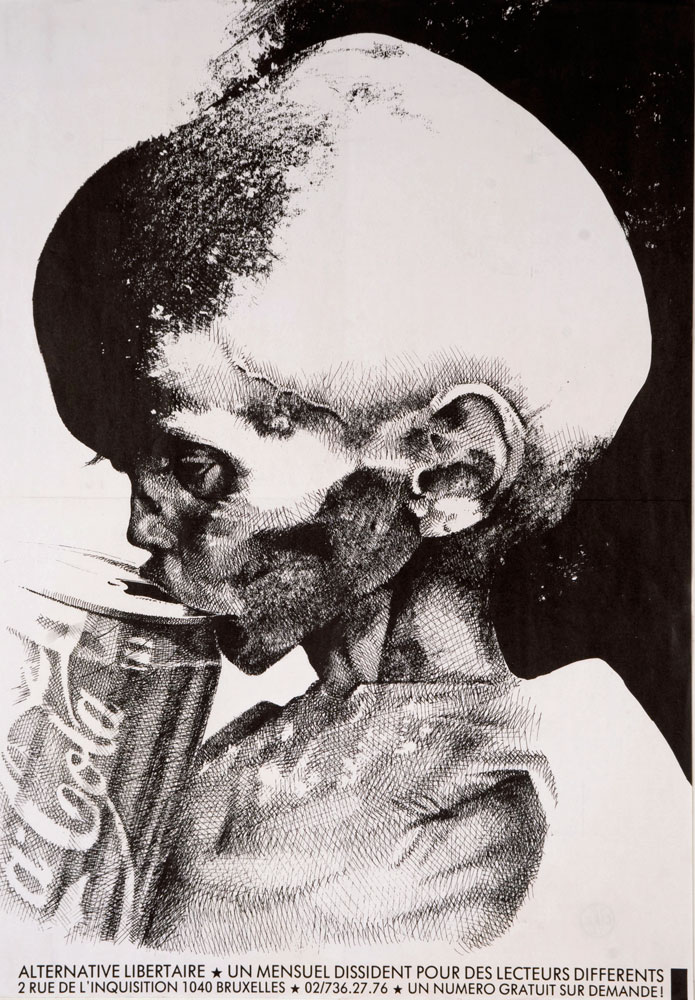
Une affiche du journal belge Alternative libertaire en 1990.

L'expression tiers-mondisme désigne la ou les idéologies ou courants d'idées favorables au tiers-monde, autre expression introduite en 1952 par le démographe français Alfred Sauvy faisant le parallèle entre les pays les plus pauvres et le tiers état de l'ancien régime.
Le tiers-mondisme désigne ainsi :
- depuis la fin des années 1960 dans une acception large, un courant de sympathie vis-à-vis des pays du tiers-monde, ainsi que le soutien, sous diverses formes, à leur développement économique et politique[1],
- dès la fin des années 1970, dans un sens plus restreint et polémique, un courant d'idées qui attribue la responsabilité de la pauvreté du tiers-monde aux interventions des pays occidentaux[2].

Cette position va souvent de pair avec un soutien, par différents moyens, aux mouvements politiques révolutionnaires, ou « mouvements de libération nationale », des pays du Tiers-monde. Elle est à mettre en perspective avec l'évolution de la stratégie soviétique, qui, peinant à progresser en Occident dans les années 1950 se tourne vers les pays du tiers-monde pour l'expansion de son influence révolutionnaire, avec notamment le soutien à la guerre d'indépendance de l'Algérie ou la révolution castriste à Cuba.

## Le mot et l'idée
Les premières occurrences du terme sont repérables à la fin des années 1960 et au début des années 1970,.
En France notamment, cette expression est le vecteur d'une résistance à cette vision, dite « de gauche » mais ayant aussi des soutiens dans tout l'éventail politique français et notamment dans les milieux chrétiens (CCFD, Cimade, Secours catholique, Aide à toute détresse quart monde, etc.), de la part de ceux qui n'admettent pas que les pays riches du nord soient accusés d'être responsables de la situation politique ou économique des pays du tiers-monde.
Suivant la perspective « tiers-mondiste », l'influence des pays occidentaux, considérés comme « dominants », est responsable, d'une manière ou d'une autre, des difficultés des pays du Tiers-monde à se développer.
Dans un premier temps, les puissances occidentales se seraient emparées des richesses de ces pays au cours de la période des empires coloniaux (la majorité des pays de l'Afrique).
Dans un deuxième temps, après la fin de la période coloniale et l'accession de ces pays à l'indépendance politique, les puissances occidentales mèneraient des politiques dites  « néo-coloniales ». Ainsi, après les indépendances des années 1960, la France en Françafrique, les États-Unis en Amérique du Sud (bien que ce ne soit pas un ancien empire colonial), la Russie vis-à-vis des anciennes colonies soviétiques (à partir des années 1990), etc., opéreraient un« pillage » des richesses de certains de ces pays (pétrole, minerais, gaz, uranium, agriculture : café, coton, tabac, cacao, etc) par des moyens économiques (monopole des multinationales, contrats imposés et partiaux, dettes des pays pauvres) ou politiques (instauration de dictatures). Ces politiques économiques seraient souvent soutenues par des moyens diplomatiques ou parfois militaires. Les dirigeants politiques, soutenus par les puissances occidentales, détourneraient à leur profit les aides aux développement (« La dette du Zaïre et la fortune de Mobutu explosent simultanément »). L'ensemble de ces phénomènes est désigné par le terme générique de néo-colonialisme.

### Les leaders tiers-mondistes
Certains leaders politiques sont associés au tiers-mondisme :
- Josip Broz Tito (Yougoslavie)
- Soekarno (Indonésie)
- Nehru (Inde)
- Gamal Abdel Nasser (Égypte)
- Mehdi Ben Barka (Maroc)
- Houari Boumédiène (Algérie)
- Che Guevara (Argentine et Cuba)
- Mao Zedong (Chine)
- Kwame Nkrumah (Ghana)
- Modibo Keïta (Mali)
- Thomas Sankara (Burkina Faso)
- Mouammar Kadhafi (Libye)

### Les théoriciens tiers-mondistes
Les intellectuels qui ont théorisé le concept du tiers-mondisme ou en ont approfondi la problématique, tout en participant éventuellement au mouvement tiers-mondiste sont, entre autres : 
- Frantz Fanon
- Jean-Paul Sartre
- René Dumont
- François-Xavier Verschave
- Edmond Jouve.

Certaines associations peuvent être considérées comme agissant dans une perspective tiers-mondiste, comme le CADTM (Comité pour l'abolition des dettes illégitimes).
Certains groupes ou artistes sont considérés comme faisant partie de ce mouvement  Tiken Jah Fakoly, avec des morceaux comme Françafrique, L'Afrique doit du fric ou encore Tonton d'America, ou l'association Survie.

## Une idée ancrée à gauche

### Lénine et les Bolcheviques
Lénine, dans plusieurs de ses ouvrages, dénonce l'impérialisme et le colonialisme, son ouvrage le plus célèbre traitant de la question étant L'impérialisme, stade suprême du capitalisme (ouvrage paru en 1917). Dans ce livre, Lénine explique que la Première Guerre mondiale est le fruit d'une concurrence entre impérialistes (Grande-Bretagne, France, Russie, Allemagne, Italie, Autriche-Hongrie) pour la redistribution et le partage du monde.
Ainsi la Russie soviétique (1917-1922) et son successeur, l'Union soviétique (1922-1991), se définissent officiellement comme anti-impérialistes, le congrès des peuples d'Orient de Bakou dirigée par le président de l'internationale communiste, Grigoriy Zinoviev en septembre 1920, témoigne de l'orientation anti-impérialiste, anticolonialiste et de la volonté de mettre en place une amitié entre les peuples.

### Le «Tiers-mondisme de gauche» dans le cadre de l'affrontement est-ouest
Dans le cadre de la « guerre par procuration » entre l'Ouest et l'Est, l'Union soviétique apporte une aide importante à ses alliés des pays du Sud menacés par des guérillas soutenues par le bloc de l'Ouest (Etats-Unis en tête) tels que l'Angola, le Mozambique, l'Ethiopie ou encore l'Afghanistan. L'URSS apporte également son aide aux mouvements sud-africains et namibiens anti-apartheid comme l'ANC (African National Congress, mouvement sud-africain) et le SWAPO (South West African People's Organisation, parti namibien).
Le soutien de l'URSS à divers pays tiers-mondistes n'est pas seulement économique ou militaire, ainsi de nombreux étudiants du tiers-monde viennent à Moscou (Afrique noire, pays arabes, Cuba, Asie).
Les pays d'Europe de l'est alignés sur l'URSS soutiennent eux aussi les pays du tiers-monde comme l'Allemagne de l'Est
D'autres pays communistes non alignés sur Moscou adoptent également une politique d'amitié avec les pays du tiers-monde tels que la Yougoslavie de Tito (membre du mouvement des non-alignés) et la Chine de Mao Zedong.

## L'«autre tiers-mondisme» ou tiers-mondisme de droite

### Des origines lointaines

#### La Ligue de Fiume
Dans l'opinion courante, le tiers-mondisme est automatiquement associé à la gauche politique. Pourtant, il existe d'autres variantes d'une solidarité avec les peuples et les nations du tiers-monde, souvent dans des secteurs considérés comme de droite radicale. Les origines de ce « tiers-mondisme de droite » sont même antérieurs à la conférence de Bandung, et remontent, en Italie, à la Ligue des nations opprimées, dite Ligue de Fiume, fondée par le poète D'Annunzio, après l'occupation de cette ville par ses troupes d'« arditi » en 1919. En effet, la Ligue de Fiume se voulait l'avant-garde d'une « croisade de tous les hommes pauvres et libres contre les nations usurpatrices et accumulatrices de toutes les richesses ».

#### L'«aile gauche» de la NSDAP
En Allemagne, on assiste au même moment à l'émergence d'une tendance similaire, considérant l'Allemagne comme une nation opprimée, destinée à s'allier aux autres peuples opprimés par un ennemi commun. Cette idée s'est particulièrement affirmée au sein de l'aile gauche de la NSDAP, celle des frères Gregor et Otto Strasser. En 1925, les deux frères demandent à la direction de leur parti de s'orienter ouvertement vers une politique extérieure « anti-impérialiste ». Ils réclament l'adhésion de la NSDAP à la Ligue des nations opprimées.
À l'intérieur de la NSDAP, la ligne tiers-mondiste sera prônée encore longtemps par des représentants de cette « aile gauche » qui, contrairement aux frères Strasser, ne seront pas exclus du parti, mais continueront à y exercer des fonctions importantes. Un des exemples les plus connus est celui de Johann von Leers, dont l'antisémitisme obsessionnel l'amène à un intérêt soutenu pour le monde arabe et pour l'Islam. Pendant la Seconde Guerre mondiale, certains ont interprété les relations entre les autorités de Reich et Mohammed Amin al-Husseini, Grand Mufti de Jérusalem, ou le soutien du Reich à la cause indienne, comme l'accomplissement de cette solidarité « anti-impérialiste ». Néanmoins le nazisme est une idéologie promouvant la conquête et la haine raciale (débouchant sur des génocides) d'autres "races" (Slaves, Juifs, Tziganes...), on ne peut donc pas classer cette idéologie dans la même catégorie que le tiers-mondisme et l'anti-impérialisme en général. Il est probable d'ailleurs que d'autres peuples auraient été victimes de la politique du nazisme si l'Allemagne nazie avait gagné la guerre et acquis son "espace vital". Politique qui aurait soit débouché sur des génocides ou sur des épuration ethniques ou mises en esclavage. Enfin, les peuples arabes et indien n'ont pas répondu favorablement dans leur ensemble à la propagande dite "pro-arabe" et "pro-indienne" du Troisième Reich, beaucoup d'Arabes et d'Indiens anti-impérialistes et anti-colonialistes se sont élevés contre le nazisme, soit des nationalistes de gauche (comme Nehru)  soit des communistes.

#### LesNationalrevolutionärede laKonservative Revolution

##### Un appel «Für die unterdrückten Völker!» dansArminius
Certains membres du courant national-révolutionnaire de la Révolution conservatrice allemande vont aussi chercher à unir leur combat avec celui de peuples extra-européens. Un des exemples les plus patents est celui de Friedrich Hielscher, une des figures de proue de ce courant. En 1927, dans la revue Arminius, il publie un appel « Pour les peuples opprimés », dans lequel il attire l'attention sur les peuples d'Asie et du monde arabe, en mettant en évidence une dimension internationale et anti-impérialiste qu'il estime propre à nourrir également les aspirations des nationalistes allemands. Les peuples asiatiques sont, selon lui, héritiers de grandes cultures, et, contrairement à la civilisation occidentale dominée par le culte de l’argent et de la rationalité, ils sont des « hommes de foi » au service de « forces immuables », ce qui doit en faire des alliés naturels des Allemands.
En 1930, Hielscher fonde le mensuel Das Reich, qui paraîtra jusqu'en janvier 1933. Dans cette nouvelle revue, il reprend les thèses anti-impérialistes qu'il avait déjà développées dans Arminius. Il y crée une rubrique « Vormarsch der Völker », où il invite à confronter leurs opinions des nationaux-révolutionnaires allemands et des représentants de mouvements de libération anti-impérialistes d'Asie.

### De la Guerre froide au monde multipolaire
Dans le contexte de la Guerre froide et d'une Europe divisée, à la suite des décisions de la conférence  de Yalta, des personnalités et des mouvements affirment la nécessité pour les Européens de s'affranchir des deux superpuissances, du « condominium américano-soviétique », et de trouver une « troisième voie », qui tournerait le dos à la fois au Bloc soviétique et à l'OTAN. Dans cette optique, ils se tournent vers le développement d'alliances avec certaines forces du monde non occidental dans le cadre d'une lutte commune des mouvements de libération nationale contre l'« impérialisme ».

#### Maurice Bardèche
L'une des premières figures intellectuelles de cet  « autre tiers-mondisme », dans l'espace francophone, est Maurice Bardèche. Se réclamant d'emblée de l'« aile gauche » du fascisme, il va surtout se faire remarquer par ses positions favorables aux mouvements et aux gouvernements révolutionnaires du monde arabe. Dans ses écrits, il exalte le nationalisme arabe, notamment le Baas et même le FLN algérien. Dans Qu'est-ce que le fascisme? (publié en 1961), qui synthétise sa pensée politique, il se livre à un véritable panégyrique du président égyptien Gamal Abdel Nasser, affirmant découvrir chez lui une authentique « mystique fasciste », fusionnant nationalisme et islam. On doit ici remarquer que Bardèche semble oublier ou méconnaître certains faits, tels le rôle des chrétiens arabes dans le mouvement panarabiste, comme celui du Syrien Michel Aflak (1910-1989) ou du Libanais Antoun Saadé (1904-1949). De même, ses éloges d'un Nasser, vu comme l'incarnation d'une « virilité spirituelle islamique », sont peu compatible avec la réalité de la politique du Raïs, qui, à la même époque, réprime durement les organisations islamiques radicales comme celle des Frères musulmans.

#### Les nationaux-révolutionnaires
On peut distinguer ici deux tendances. La première est celle qui a été incarnée, pour la première fois depuis la fin de la Seconde Guerre mondiale, par le mouvement Jeune Europe de Jean Thiriart (1962-1969). Ce mouvement, sans éprouver le moindre intérêt pour des cultures non-européennes, s'est efforcé de trouver des alliés tactiques dans une lutte commune contre un ennemi personnifié par l'« impérialisme américain » ou « américano-sioniste ». On peut noter que le premier européen à mourir dans un affrontement avec l'armée israélienne était un membre de Jeune Europe, Roger Coudroy, qui s'était enrôlé dans la résistance palestinienne.
Ce tiers-mondisme de type machiavélien a eu une postérité dans de nombreux mouvements nationaux-révolutionnaires en Europe (Terza Posizione, Nouvelle Résistance, Bastion Social, Casapound italienne, Mouvement Nation belge, NPD allemand, etc) qui se traduit par un soutien quasiment inconditionnel, dans ces mouvements, à la cause palestinienne et aux partis Baas de Syrie et d'Irak.

#### Les «mystiques»
Une autre tendance s'est développée dans des milieux intellectuels et des cercles mystiques. En recherche de spiritualité, face à un Occident considéré comme « décadent », des intellectuels de la droite radicale, souvent inspiré de René Guénon, ont pensé trouver dans l'islam un modèle applicable à l'Europe. Un des précurseurs de ce « philo-islamisme de droite » est le militant national-révolutionnaire italien, converti à l'islam, Claudio Mutti, soutien inébranlable de la république islamique d'Iran. Selon lui, le christianisme aurait perdu son caractère ésotérique et ne pourrait donc plus conférer une véritable initiation à « l'homme de la Tradition », qui devrait donc se tourner vers l'islam.

#### Europe, Tiers-monde: même combat
Dans les années 1980, le GRECE (Nouvelle Droite) opère un tournant anti-occidental et effectue d'une certaine manière une synthèse entre le tiers-mondisme tactique, hérité de Jeune Europe, et le tiers-mondisme spiritualiste inspiré de Guénon. La parution du livre d'Alain de Benoist, en 1986, Europe, Tiers-monde: même combat donne corps à cette synthèse.

#### Depuis l'an 2000
En France, depuis les années 2000, on trouve une nouvelle évolution de ce tiers-mondisme dans la mouvance de l'association Égalité & Réconciliation d'Alain Soral, qui mêle soutien aux luttes de peuples du Tiers-monde et aux États considérés comme « dissidents » (Corée du Nord, Venezuela, Iran), antisionisme, conspirationnisme et « philo-islamisme ». L'association prône un  « Front de la Foi », qui réunirait Catholiques français et immigrés musulmans sur une base anti-laïque et anti-occidentale,.
Dans un autre registre, Alexandre de Galzain du journal Causeur estime que Pierre-Yves Rougeyron et le Cercle Aristote s'inscrivent dans une pensée qualifiée de « souveraino-tiers-mondistes ».